# Les 100 millors pel·lícules mexicanes de la història
En juny de 2020, el lloc web Sector Cine, va publicar una actualització de la llista les 100 millors pel·lícules del cinema mexicà de la revista Somos. Per a realitzar la selecció, el portal va convidar a 27 especialistes en cinematografia mexicana, entre els quals destaquen Rafael Aviña, escriptor i crític de cinema (qui també va participar en el llistat de 1994); Iván Morales, director editorial de Cine Premiere; Cristina Bringas, fundadora del Festival Internacional de Cinema Documental Doqumenta; Hugo Villa, director de la Filmoteca de la UNAM; Alex Muñoz Barba, cineasta; i Julio Durán, cap de premsa de la Cineteca Nacional.
La llista 'Les 100 millors pel·lícules mexicanes de la història' inclou curtmetratges (com Apocalypse 1900), migmetratges (com La fórmula secreta) i llargmetratges la producció de les quals hagi estat total o majoritàriament mexicana, com El laberinto del fauno i Viridiana. A més, en comparació amb el comptatge de 1994, el número de documentals va augmentar a 7. Altres dades rellevants són els següents:
- El nombre de pel·lícules dirigides per dones va avançar d'1 a 9. D'aquests 9, 3 són documentals: Tempestad, Titixe i Intimidades de Shakespeare y Víctor Hugo.
- El nombre de pel·lícules incloses de 1994 a 2020 va ser de 31. En aquests 26 anys es van produir més de 2 mil pel·lícules mexicanes.
- Els directors amb més esments van ser Emilio 'El Indio' Fernández, Luis Buñuel i Roberto Gavaldón (tots amb 6) i Arturo Ripstein (5).
- Ya no estoy aquí és la pel·lícula més recent en el comptatge. Es va estrenar en una plataforma de streaming (Netflix) al maig de 2020.
- Días de otoño i El castillo de la pureza són dues pel·lícules que no estaven en el comptatge de 1994 i ara van aparèixer en el top 25.

La coordinació d'aquesta llista va córrer per compte d'Edgar Apanco, analista de la indústria cinematogràfica, i Sergio Huidobro, crític de cinema.

## Llistat de les 100 pel·lícules
| Lloc | Any  | Pel·lícula                                                         | Director                                    | Canvi respecte a 1994 |
| ---- | ---- | ------------------------------------------------------------------ | ------------------------------------------- | --------------------- |
| 1    | 1950 | Los olvidados                                                      | Luis Buñuel                                 | 1                     |
| 2    | 1967 | Los caifanes                                                       | Juan Ibáñez                                 | 56                    |
| 3    | 1962 | El ángel exterminador                                              | Luis Buñuel                                 | 13                    |
| 4    | 1960 | Macario                                                            | Roberto Gavaldón                            | 55                    |
| 5    | 1978 | El lugar sin límites                                               | Arturo Ripstein                             | 4                     |
| 6    | 2016 | Tempestad                                                          | Tatiana Huezo                               | NOVA                  |
| 7    | 1976 | Canoa                                                              | Felipe Cazals                               | 7                     |
| 8    | 2000 | Amores perros                                                      | Alejandro González Iñárritu                 | NOVA                  |
| 9    | 1965 | La fórmula secreta                                                 | Rubén Gámez                                 | NOVA                  |
| 10   | 2018 | Roma                                                               | Alfonso Cuarón                              | NOVA                  |
| 11   | 2001 | Y tu máma también                                                  | Alfonso Cuarón                              | NOVA                  |
| 12   | 1947 | Nosotros los pobres                                                | Ismael Rodríguez                            | 15                    |
| 13   | 2013 | Los insólitos peces gato                                           | Claude Sainte-Luce                          | NOVA                  |
| 14   | 1946 | Enamorada                                                          | Emilio Fernández                            | 2                     |
| 15   | 1961 | Viridiana                                                          | Luis Buñuel                                 | NOVA                  |
| 16   | 1992 | Cronos                                                             | Guillermo del Toro                          | 61                    |
| 17   | 1963 | Días de otoño                                                      | Roberto Gavaldón                            | NOVA                  |
| 18   | 1994 | El callejón de los milagros                                        | Jorge Fons                                  | NOVA                  |
| 19   | 2014 | Carmín tropical                                                    | Rigoberto Pérezcano                         | NOVA                  |
| 20   | 1975 | La pasión según Berenice                                           | Jaime Humberto Hermosillo                   | 11                    |
| 21   | 1940 | Ahí está el detalle                                                | Juan Bustillo Oro                           | 11                    |
| 22   | 1961 | Los hermanos de hierro                                             | Ismael Rodríguez                            | 7                     |
| 23   | 2006 | El laberinto del fauno                                             | Guillermo del Toro                          | NOVA                  |
| 24   | 1972 | El castillo de la pureza                                           | Arturo Ripstein                             | NOVA                  |
| 25   | 2017 | Sueño en otro idioma                                               | Ernesto Contreras                           | NOVA                  |
| 26   | 2018 | Las niñas bien                                                     | Alejandra Márquez Abella                    | NOVA                  |
| 27   | 1960 | El esqueleto de la Señora Morales                                  | Rogelio A. González                         | } 8                   |
| 28   | 1955 | Escuela de vagabundos                                              | Rogelio A. González                         | 63                    |
| 29   | 2014 | Güeros                                                             | Alonso Ruizpalacios                         | NOVA                  |
| 30   | 1959 | Nazarín                                                            | Luis Buñuel                                 | 24                    |
| 31   | 1950 | El rey del barrio                                                  | Gilberto Martínez Solares                   | 13                    |
| 32   | 1948 | Pueblerina                                                         | Emilio Fernández                            | 19                    |
| 33   | 2004 | Temporada de patos                                                 | Fernando Eimbcke                            | NOVA                  |
| 34   | 1953 | Él                                                                 | Luis Buñuel                                 | 27                    |
| 35   | 2017 | La libertad del diablo                                             | Everardo González                           | NOVA                  |
| 36   | 1977 | Matinée                                                            | Jaime Humberto Hermosillo                   | 35                    |
| 37   | 1934 | El compadre Mendoza                                                | Fernando de Fuentes                         | 34                    |
| 38   | 1947 | La diosa arrodillada                                               | Roberto Gavaldón                            | 1                     |
| 39   | 2018 | La camarista                                                       | Lila Avilés                                 | NOVA                  |
| 40   | 1943 | Distinto amanecer                                                  | Julio Bracho                                | 18                    |
| 41   | 1968 | El grito                                                           | Leobardo López Arretche                     | 3                     |
| 42   | 1990 | Cabeza de Vaca                                                     | Nicolás Echevarría                          | 19                    |
| 43   | 1945 | Campeón sin corona                                                 | Alejandro Galindo                           | 32                    |
| 44   | 1937 | La mancha de sangre                                                | Adolfo Best Maugard                         | NOVA                  |
| 45   | 1943 | María Candelaria (Xochimilco)                                      | Emilio Fernández                            | 8                     |
| 46   | 1948 | Calabacitas tiernas (¡Ay qué bonitas piernas!)                     | Gilberto Martínez Solares                   | 13                    |
| 47   | 2016 | La región salvaje                                                  | Amat Escalante                              | NOVA                  |
| 48   | 1991 | Sólo con tu pareja                                                 | Alfonso Cuarón                              | 39                    |
| 49   | 1986 | Veneno para las hadas                                              | Carlos Enrique Taboada                      | NOVA                  |
| 50   | 1937 | Águila o sol                                                       | Arcady Boytler                              | 34                    |
| 51   | 1999 | La ley de Herodes                                                  | Luis Estrada                                | NOVA                  |
| 52   | 2003 | Mil nubes de paz cercan el cielo, amor, jamás acabarás de ser amor | Julián Hernández                            | NOVA                  |
| 53   | 1950 | Rosauro Castro                                                     | Roberto Gavaldón                            | 10                    |
| 54   | 1990 | Santa sangre                                                       | Alejandro Jodorowsky                        | NOVA                  |
| 55   | 1936 | Redes                                                              | Fred Zinnemann Emilio Gómez Muriel          | NOVA                  |
| 56   | 1955 | Ensayo de un crimen                                                | Luis Buñuel                                 | 9                     |
| 57   | 1919 | El automóvil gris                                                  | Enrique Rosas                               | 41                    |
| 58   | 1985 | Doña Herlinda y su hijo                                            | Jaime Humberto Hermosillo                   | 7                     |
| 59   | 2017 | Vuelven                                                            | Issa López                                  | NOVA                  |
| 60   | 1945 | La perla                                                           | Emilio Fernández                            | 20                    |
| 61   | 1951 | Víctimas del pecado                                                | Emilio Fernández                            | 41                    |
| 62   | 2013 | Quebranto                                                          | Roberto Fiesco                              | NOVA                  |
| 63   | 1943 | Doña Bárbara                                                       | Fernando de Fuentes                         | 12                    |
| 64   | 1978 | Cadena perpetua                                                    | Arturo Ripstein                             | 47                    |
| 65   | 1936 | Vámonos con Pancho Villa                                           | Fernando de Fuentes                         | 64                    |
| 66   | 1934 | Dos monjes                                                         | Juan Bustillo Oro                           | 28                    |
| 67   | 1965 | Apocalypse 1900                                                    | Salvador Elizondo                           | NOVA                  |
| 68   | 1961 | Ánimas Trujano                                                     | Ismael Rodríguez                            | NOVA                  |
| 69   | 1949 | Una familia de tantas                                              | Alejandro Galindo                           | 64                    |
| 70   | 2010 | Somos lo que hay                                                   | Jorge Michel Grau                           | NOVA                  |
| 71   | 1946 | La otra                                                            | Roberto Gavaldón                            | 46                    |
| 72   | 1993 | Principio y fin                                                    | Arturo Ripstein                             | NOVA                  |
| 73   | 1976 | Cascabel                                                           | Raúl Araiza                                 | NOVA                  |
| 74   | 1992 | Como agua para chocolate                                           | Alfonso Arau                                | 18                    |
| 75   | 1932 | Santa                                                              | Antonio Moreno                              | 8                     |
| 76   | 2014 | Club sandwich                                                      | Fernando Eimbcke                            | NOVA                  |
| 77   | 2013 | Tercera llamada                                                    | Francisco Franco Alba                       | NOVA                  |
| 78   | 1991 | Danzón                                                             | María Novaro                                | 33                    |
| 79   | 1990 | Rojo amanecer                                                      | Jorge Fons                                  | NOVA                  |
| 80   | 1996 | Profundo carmesí                                                   | Arturo Ripstein                             | NOVA                  |
| 81   | 1953 | Dos tipos de cuidado                                               | Ismael Rodríguez                            | 47                    |
| 82   | 1948 | Salón México                                                       | Emilio Fernández                            | 54                    |
| 83   | 1971 | Mecánica nacional                                                  | Luis Alcoriza                               | 9                     |
| 84   | 2019 | Ya no estoy aquí                                                   | Fernando Frías de la Parra                  | NOVA                  |
| 85   | 1951 | La noche avanza                                                    | Roberto Gavaldón                            | 31                    |
| 86   | 1952 | El ceniciento                                                      | Gilberto Martínez Solares                   | NOVA                  |
| 87   | 1948 | Rosenda                                                            | Julio Bracho                                | NOVA                  |
| 88   | 2010 | Abel                                                               | Diego Luna                                  | NOVA                  |
| 89   | 2009 | Intimidades de Shakespeare y Víctor Hugo                           | Yulene Olaizola                             | NOVA                  |
| 90   | 2013 | La jaula de oro                                                    | Diego Quemada-Díez                          | NOVA                  |
| 91   | 1975 | El apando                                                          | Felipe Cazals                               | 31                    |
| 92   | 1968 | La puerta y la mujer del carnicero                                 | Luis Alcoriza Ismael Rodríguez Chano Urueta | NOVA                  |
| 93   | 2018 | Titixe                                                             | Tatiana Hernández Velasco                   | NOVA                  |
| 94   | 1987 | Mariana, Mariana                                                   | Alberto Isaac                               | NOVA                  |
| 95   | 2000 | Perfume de violetas                                                | Maryse Sistach                              | NOVA                  |
| 96   | 1934 | La mujer del puerto                                                | Arcady Boytler                              | 88                    |
| 97   | 1950 | Aventurera                                                         | Alberto Gout                                | 93                    |
| 98   | 2007 | Luz silenciosa                                                     | Carlos Reygadas                             | NOVA                  |
| 99   | 1983 | Nocaut                                                             | José Luis García Agraz                      | 18                    |
| 100  | 1979 | Tarahumaras 78                                                     | Raymonde Carrasco                           | NOVA                  |